# شخصيات مخفية (كتاب مصور)
شخصيات مخفية: القصة الحقيقية لأربع نساء سود وسباق الفضاء هو كتاب مصور لعام 2018 من تأليف مارجوت لي شيتيرلي مع وينيفريد كونكلينج، ورسوم لورا فريمان. الكتاب المصور مقتبس من كتاب شيترلي غير الخيالي لعام 2016 شخصيات مخفية: الحلم الأمريكي والقصة غير المروية للنساء السود اللاتي ساعدن في الفوز بسباق الفضاء. في عام 2019، حُول الكتاب إلى فيلم رسوم متحركة مدته 15 دقيقة، رواه أوكتافيا سبنسر وأصدرته استوديوهات ويستون وودز .

## الملخص
شخصيات مخفية تحكي قصة أربع عالمات رياضيات أمريكيات من أصل أفريقي والعمل الذي قاموا به في وكالة ناسا من أربعينيات القرن العشرين إلى ستينيات القرن العشرين.

## الاستقبال
وصف موقع تقييمات كيركس كتاب الشخصيات المخفية بأنها "قصة مهمة تحكي عن أربع بطلات". قالت ميجان كيلجالين، وهي تكتب لمجلة سكول لايبراري جورنال "إن الرسوم التوضيحية الملونة الكاملة لفريمان مذهلة ومليئة بالتفاصيل، وتتضمن الرسوم البيانية والصيغ الرياضية والزخارف الفضائية في جميع أنحاء... مما يعزز الكتاب بأكمله." 
سُمي كتاب الشخصيات المخفية بكتاب شرف جائزة كوريتا سكوت كينج للتوضيح.